# Holcotrochus
Holcotrochus is een geslacht van koralen uit de familie van de Turbinoliidae.

## Soorten
- Holcotrochus crenulatus Dennant, 1904
- Holcotrochus scriptus Dennant, 1902